# Sanjar Kuvvatov
Sanjar Kuvvatov (ur. 8 stycznia 1990 w Muglanie) – uzbecki piłkarz występujący na pozycji bramkarza w drużynie Paxtakoru Taszkent.

## Kariera
Kuvvatov zaczynał swoją karierę w Mashʼalu Muborak. Przez kilka lat gry w tej drużynie zanotował 75 występów w lidze uzbeckiej, po czym przed sezonem 2016 przeniósł się do Nasafa Karszy. Tam z kolei grał przez trzy sezony i uzbierał łącznie 61 spotkań. 25 stycznia 2019 roku oficjalnie został zawodnikiem Paxtakoru Taszkent.
Kuvvatov grał w młodzieżowych reprezentacjach Uzbekistanu. Mimo że jeszcze nie zadebiutował w dorosłej kadrze, został powołany na Puchar Azji 2019.